# Ira Harris
Ira Harris (Charleston, 31 maggio 1802 – Albany, 2 dicembre 1875) è stato un politico statunitense.

## Biografia
Nativo dello Stato di New York, divenne avvocato. Dal primo matrimonio ebbe vari figli, tra i quali Clara Harris; rimasto vedovo, si risposò, e suo figliastro fu Henry Rathbone, futuro sposo di Clara.
Fin dagli anni 1840 fu coinvolto nella politica locale newyorkese. Inizialmente membro del Partito Whig, entrò in seguito a far parte dei repubblicani e divenne molto vicino ad Abraham Lincoln. Nel 1861 riuscì ad essere eletto senatore, e rimase in carica fino al 1867, quando perse la rielezione.
Durante il suo mandato era un frequentatore abituale della Casa Bianca, avendo spesso modo di confrontarsi con Lincoln, di cui divenne amico. La sua vicinanza al presidente lo rese presto un canale non ufficiale per comunicare con lui, cosa che avvenne in più di un'occasione. Politicamente Harris era un alleato di William H. Seward, suo predecessore come senatore e mentore politico.
Il 14 aprile 1865 sua figlia Clara e il suo figliastro Henry, ormai fidanzati, accompagnarono il presidente e la first lady Mary Todd Lincoln a teatro, e furono testimoni dell'assassinio presidenziale perpetrato da John Wilkes Booth. Henry Rathbone, gravemente ferito dall'assalitore, venne curato nella casa del patrigno, posta a pochi isolati di distanza. Ira Harris morì poi nel 1875; suo nipote fu il politico Henry R. Rathbone.